# ناحیه لیون
بخش لیون (به فرانسوی: Arrondissement de Lyon) یک بخش در فرانسه است که در رون واقع شده‌است.